# Assedio di Caffa
L'assedio di Caffa è stato l'assedio della colonia genovese di Caffa da parte dell'esercito mongolo dell'Orda d'Oro di Ganī Bek avvenuto nel XIV secolo. La città di Caffa (l'odierna Feodosia) allora faceva parte della Gazaria, un insieme di sette porti situati in Crimea e appartenenti all'impero marittimo della Repubblica di Genova.
Dopo due anni di assedio, gli eserciti mongoli furono costretti a ritirarsi dopo essere stati decimati dalla peste, che contagiò anche i genovesi dopo che Ganī Bek decise di gettare cadaveri appestati oltre le mura della città. A seguito di questo atto di guerra batteriologica, l'epidemia si diffuse rapidamente a Caffa e costrinse anche i genovesi ad abbandonare la città dopo che i Mongoli tolsero l'assedio.
La dispersione di numerosi mercanti italiani da Caffa al resto del Mediterraneo per sfuggire all'assedio e all'epidemia (diffusa da topi infestati da pulci) è la causa della seconda pandemia di peste in Europa.

## Contesto

### Situazione economica e geopolitica
All'inizio del XIII secolo, a seguito del sacco di Costantinopoli da parte dei Crociati nel 1204, la Repubblica di Venezia, che aveva deviato a suo vantaggio la quarta crociata, si impadronì di quasi un quarto dell'Impero bizantino compresa parte di Costantinopoli.
Nel marzo 1261, l'imperatore bizantino Michele VIII Paleologo si alleò con la Repubblica di Genova (rivale di Venezia) per riconquistare Costantinopoli e firmò con il capitano genovese Guglielmo Boccanegra il trattato di Ninfeo, che concedeva a Genova importanti privilegi commerciali nel Mar Nero e nel Mediterraneo ai danni di Venezia. La città di Costantinopoli viene infine conquistata dal generale bizantino Alessio Melisseno Strategopulo il 25 luglio 1261.
Nel frattempo, i secoli XIII e XIV erano caratterizzati dalla Pax mongolica, una stabilizzazione dei rapporti tra i popoli dell'Eurasia come conseguenza della loro integrazione nell'Impero mongolo dopo le conquiste di Gengis Khan e dei suoi successori. Questo periodo favorì l'instaurarsi di importanti rotte commerciali tra i due continenti utilizzate da molti mercanti europei, dei quali il più noto è il veneziano Marco Polo.

Territori dell'Orda d'Oro (1389).

Situata all'estremità occidentale dell'Orda d'Oro (l'Impero mongolo successivo a Gengis Khan) dal 1249, la Crimea appare come un naturale crocevia logistico tra l'Asia e le città mediterranee. I Genovesi, padroni del Mar Nero in seguito al loro accordo con l'imperatore bizantino di cui erano i protettori, vi cercarono un porto sicuro e facile da difendere che fungesse da luogo di approvvigionamento e magazzino per i loro commerci.
Caffa, situata nel territorio dell'attuale città di Feodosia nel sud-est della penisola, fu creata dalla Repubblica di Genova intorno al 1266 con l'accordo del khan mongolo. Nel XIV secolo, Caffa era diventata il principale porto commerciale del Mar Nero, in concorrenza con la stazione commerciale veneziana di Tana eretta nel 1332 sul fiume Don e collegata via terra a Sarai Berke, capitale dell'Orda d'Oro.

### Rapporti tra i mongoli e i mercanti italiani
All'inizio del XIV secolo, le relazioni tra i mongoli e i mercanti italiani stabiliti in Crimea erano ambivalenti. Non essendo navigatori, i mongoli beneficiavano delle rotte commerciali marittime che collegavano l'Asia e l'Europa attraverso la Crimea. Tuttavia, l'arricchimento delle stazioni commerciali europee alimentava la loro cupidigia.
Dal 1307 emersero tensioni sul tema della tratta degli schiavi turchi, venduti dagli italiani al sultanato mamelucco d'Egitto per farne soldati. Insoddisfatto di questo commercio alimentato dai rapimenti nella steppa per fornire un esercito straniero, il khan Tokta arrestò i genovesi residenti di Sarai Berke e assediò Caffa per la prima volta tra il 1307 e il 1308. Mal protetta da un recinto di terra e legno, la città cadde nel maggio 1308 e venne abbandonata dai commercianti genovesi che la misero in fiamme.
Dopo la morte di Tokta nel 1312, Genova, consapevole del comune interesse tra mongoli ed europei a riprendere i loro commerci, inviò i suoi ambasciatori Antonio Grillo e Nicolò di Pagana per negoziare con il nipote e successore di Tokta, il principe Uzbek Khan. Quest'ultimo accettò di accogliere nuovamente i mercanti genovesi e adottò, dal 1316, una serie di provvedimenti per favorire la ricostruzione di Caffa, relativi in particolare alla conservazione delle chiese.
Ma la morte di Uzbek nel 1341, a cui successe il figlio Ganī Bek, causò una nuova svolta politica nell'Orda d'Oro e un riaccendersi delle tensioni alimentate da un aumento dell'intolleranza religiosa tra i mongoli, da poco convertiti all'Islam, verso i cristiani. Nel 1343, un nobile mongolo fu ucciso con un colpo di spada durante un alterco con un mercante veneziano nella città di Tana. Per rappresaglia, i mongoli attaccarono le attività gestite dai veneziani a Tana e Ganī Bek ne approfittò per cercare di prendere il controllo delle stazioni commerciali italiane. Allo stesso tempo, i genovesi volevano approfittare della partenza dei veneziani da Tana per stabilire il loro monopolio commerciale nel Mar Nero.

## La battaglia

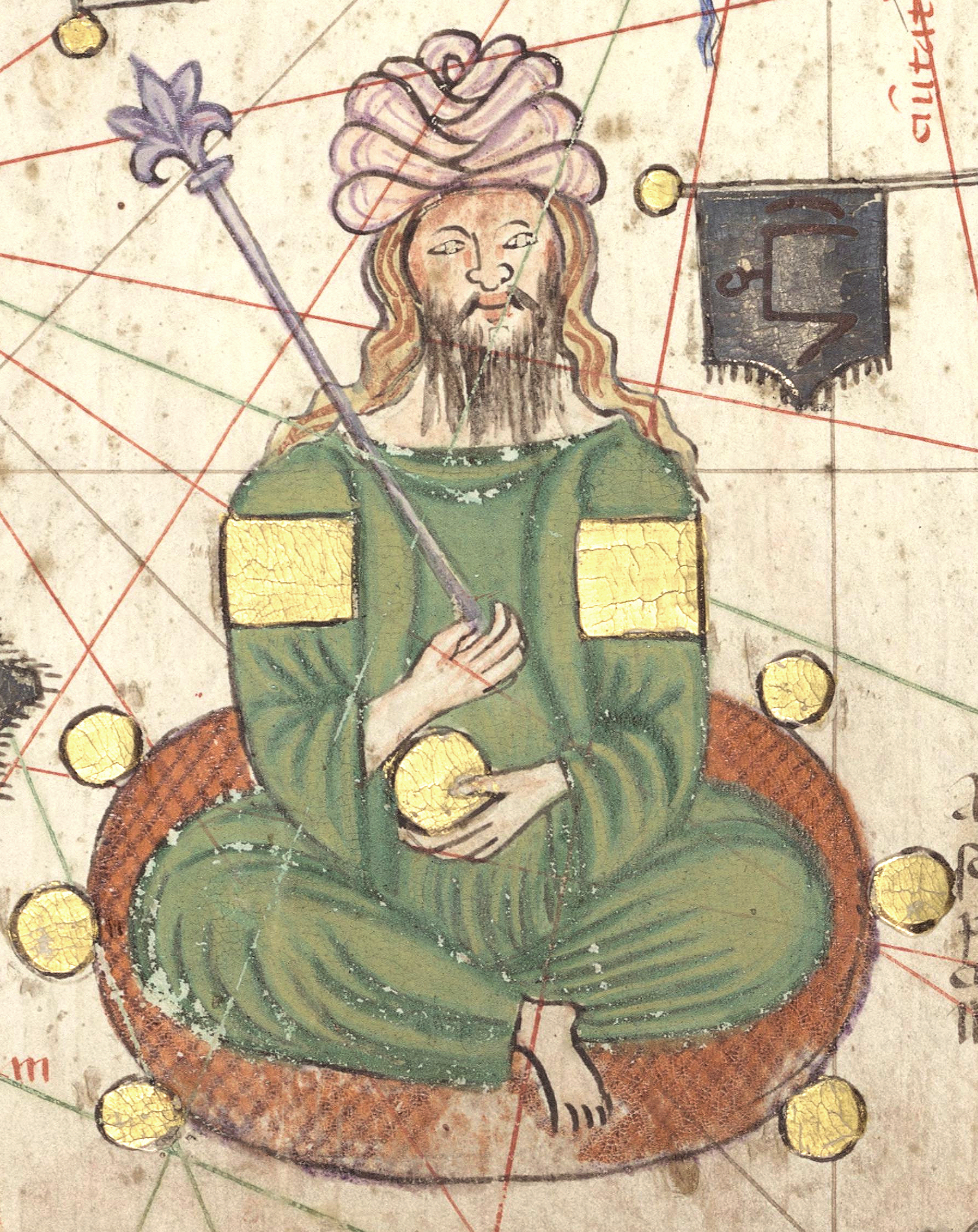
Ganī Bek, khan dell'Orda d'Oro dal 1342 al 1357 (riproduzione nell'Atlante catalano)

A differenza dell'epoca dell'assedio del 1308, Caffa era, negli anni 1340, circondata da importanti fortificazioni costituite da due mura concentriche costellate di torri. Il muro interno contiene 6 000 case, mentre all'esterno ci sono 11 000 abitazioni. La popolazione della città era molto cosmopolita, e comprendeva genovesi, veneziani, greci, armeni, ebrei, mongoli e turchi. Il porto poteva ospitare duecento navi, secondo le descrizioni riportate dall'esploratore berbero Ibn Battuta.
Nel 1343 Ganī Bek invitò gli italiani a ritirarsi dalla Crimea. I genovesi respinsero questo ultimatum, e i mercanti italiani di Tana ripiegarono su Caffa, che era meglio difesa e beneficiava di un migliore approvvigionamento via mare. Di conseguenza, Ganī Bek concentrò i suoi sforzi su Caffa e stabilì un blocco intorno alla città. Nel febbraio 1344, sbarcò un esercito di soccorso dall'Italia che permise agli assediati di uscire dalle mura e dare fuoco alle macchine d'assedio. Dopo la perdita di quasi 15 000 soldati mongoli negli scontri, Ganī Bek ordinò ai suoi uomini di distruggere i pezzi di artiglieria rimanenti e di togliere l'assedio.
L'anno successivo, Ganī Bek assediò di nuovo Caffa, ma la città era ancora ben difesa e fornita di cibo, materiale bellico e rinforzi, mentre l'esercito mongolo, già provato da un precedente combattimento, fu colpito da un'epidemia di peste nera.  I mongoli, la cui esperienza bellica si limitava alle battaglie terrestri tra Cina ed Europa, non riuscirono a imporre un embargo in grado di tagliare i rifornimenti agli italiani. Al termine di due anni di assedio, la città non era indebolita mentre l'esercito mongolo, ridotto di numero e poco equipaggiato, subiva perdite importanti. I suoi ripetuti assalti ruppero le mura della città, e l'epidemia di peste provocò un massacro tra le loro file. Un notaio della città di Piacenza, Gabriel de Mussis, ha descritto questo evento nelle sue memorie, sebbene la sua presenza nel luogo dell'assedio sia controversa:
Conscio dell'impossibilità di prendere la città con le armi, Ganī Bek ordinò l'uso dei trabucchi per gettare i cadaveri infetti dalla peste oltre le mura di Caffa. Anche questo atto di guerra batteriologica è stato raccontato da Gabriel de Mussis:
Alcuni storici ritengono che la diffusione dell'epidemia nella popolazione di Caffa fosse inevitabile a causa dei topi che andavano e venivano tra la città e gli accampamenti mongoli. Ma questa ipotesi è controversa, perché i mongoli si erano insediati ad almeno un chilometro dalle fortificazioni per rimanere fuori dalla portata dei proiettili mentre i topi, abbastanza sedentari, si avventurano raramente oltre qualche decina di metri dal loro habitat. Il lancio da parte dei mongoli dei cadaveri infetti fu quindi probabilmente un fattore decisivo nella trasmissione della peste dagli assedianti agli assediati.
Questa strategia si dimostrò estremamente efficace. Anche se la città non cadde nelle mani degli attaccanti, l'epidemia mortale si diffuse molto rapidamente. All'inizio dell'anno 1347, per mancanza di validi combattenti in numero sufficiente da entrambe le parti, l'assedio fu tolto. I due schieramenti firmarono una tregua in seguito alla quale i genovesi furono costretti ad abbandonare la città. Sulla scia dell'evacuazione di Caffa, Genova e Venezia, alleati di circostanza contro i Mongoli, impongono loro un blocco delle coste del Mar Nero a est di Kerč'.

## Seguito e conseguenze

### Seconda pandemia di peste in Europa

Mappa della distribuzione della peste nera in Europa e Nordafrica

I sopravvissuti all'assedio, in fuga dalla zona, imbarcarono inconsapevolmente anche ratti neri infestati da pulci.
Nelle settimane successive, le loro navi attraccarono a Trebisonda, Costantinopoli, Genova, Venezia, poi a Messina in Sicilia, favorendo così la diffusione della peste.  Si ritiene tuttavia probabile che, senza l'assedio di Caffa, la peste avrebbe comunque raggiunto l'Europa attraverso le rotte commerciali che collegavano l'Asia all'Europa tramite le contrade italiane, o altre rotte transitanti per il Medio Oriente.
Da Marsiglia, dove arrivarono le navi mercantili da novembre 1347, la peste si diffuse in Europa in pochi mesi via terra, fiume e mare, contaminando Avignone, sede del papato, nel marzo 1348 e Aquitania ad aprile. Il ducato, esportatore di vino in Gran Bretagna, contribuì a diffondervi la peste attraverso le rotte commerciali marittime.
L'epidemia di peste fu favorita anche dai movimenti dei pellegrini medievali, che fecero dei luoghi santi nuovi epicentri dell'epidemia.
La pandemia si estese nei mesi successivi al resto d'Europa, raggiungendo Mosca nel 1352. In totale, si stima che questa pandemia uccise tra un quarto e un terzo della popolazione europea, portando a una diminuzione da 75 a 50 milioni di abitanti tra il 1346 e il 1352. Tale stima è dovuta alla stessa epidemia ma anche al degrado economico e sociale generalizzato che ha provocato, in particolare dalle carestie dovute alla mancanza di manodopera nelle campagne.

### Impatti sulla Gazaria
Nonostante le sue particolarità, l'assedio di Caffa non impedì ai porti italiani della Crimea di continuare a prosperare negli anni successivi. Il Khan Ganī Bek, rovinato da questa disastrosa guerra e constatata la fine dei commerci, importante fonte di reddito per il suo paese in termini di entrate commerciali e dazi doganali, fu presto costretto a negoziare con le repubbliche italiane. Queste si accordarono per ristabilire rapporti commerciali con i mongoli in cambio del risarcimento dei danni causati da questa battaglia e del mancato guadagno generato dalla cessazione dei commerci. L'avamposto veneziano di Tana così come la maggior parte degli avamposti genovesi furono nuovamente sfruttati a partire dal 1347, vale a dire meno di un anno dopo l'evacuazione di Caffa.
Nel 1365 la Repubblica di Genova assunse il controllo del comune di Soldaia (Sudak), fino ad allora una stazione commerciale veneziana situata a 50 chilometri a sud-est di Caffa, e ne fece l'ultimo porto integrato nella Gazaria. I genovesi edificarono ivi una fortezza, come a Caffa, dove fu rinforzata la cinta muraria con torri finanziate da papa Clemente VI.

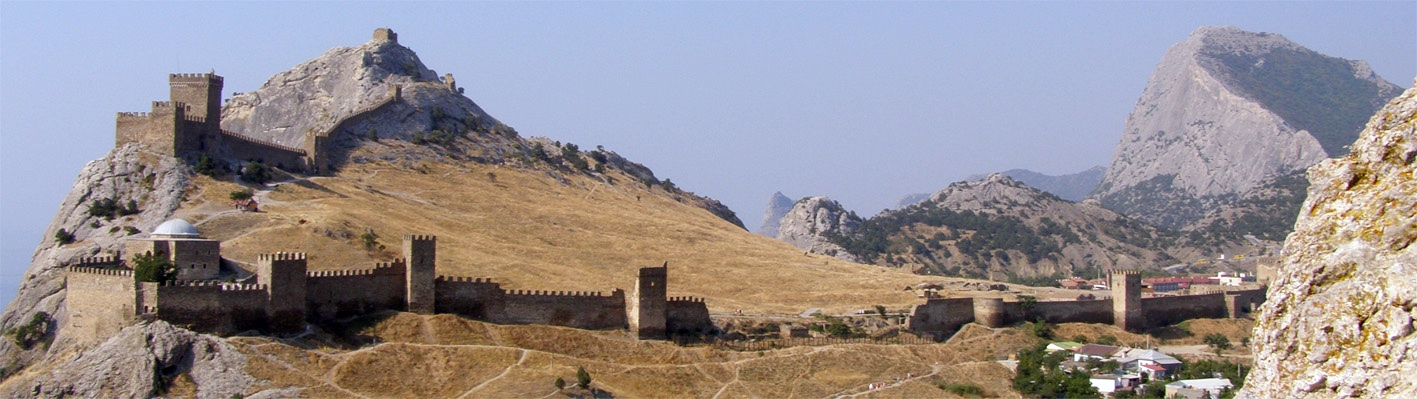
Fortezza genovese di Sudak, cittadina di Gazaria ad ovest di Caffa.

Nella seconda metà del XIV secolo, l'Orda d'Oro dovette affrontare rivalità interne (che portarono all'assassinio di Ganī Bek nel 1357) e insurrezioni nazionaliste di popolazioni federate, che contribuirono a diminuire la pressione esercitata dai mongoli sulla Gazaria. L'anno 1380 fu in particolare segnato dalla battaglia di Kulikovo, in cui l'esercito di Khan Mamaj venne massacrato dalle truppe russe di Dimitri Donskoj I insorte contro la sua autorità. In fuga, Mamaï si recò a Caffa sperando di trovare rifugio, ma venne assassinato dai genovesi, illustrando ancora una volta l'ambiguità dei rapporti tra mongoli e mercanti italiani di Crimea.
Lo sviluppo economico di Caffa continuò nella prima metà del XV secolo, fino alla presa di Costantinopoli da parte dei Turchi nel 1453 (dando loro il controllo de facto dello stretto del Bosforo che collega il Mar Nero al Mediterraneo), che influenzò notevolmente il commercio genovese, e segnò la fine della Gazaria.